# Perissandria dentata
Perissandria dentata là một loài bướm đêm trong họ Noctuidae.